# Conus informis
Conus informis é uma espécie de gastrópode do gênero Conus, pertencente à família Conidae.